# Lengmoos (Gars am Inn)
Lengmoos ist ein Gemeindeteil des Marktes Gars am Inn und eine Gemarkung im oberbayerischen Landkreis Mühldorf am Inn.

## Lage
Das Pfarrdorf liegt am westlichen Rand des Gemeindegebiets auf freier Flur. An den Altort hat sich im Nordwesten ein großes Siedlungsgebiet angeschlossen. Südlich, etwas abgesetzt liegt das Gehöft Kaiserschneider. Der Altdorfer Mühlbach, ein linker Zufluss des Nasenbachs, fließt im Süden vorbei dem Inn zu und markiert die Gemeindegrenze zu Soyen.

## Geschichte
Die Ersterwähnung von Lengmoos erfolgte in einer Urkunde aus dem Jahre 1140. Der Ort gehörte zur freien Reichsgrafschaft Haag.
Die St.-Ägidius-Kirche mit ihrem 36 Meter hohen Spitzturm, deren Langhaus bis in die romanische Zeit zurückgehen dürfte, ist ein gotischer Bau des 15. Jahrhunderts.
Die 1818 durch das bayerische Gemeindeedikt gegründete Gemeinde Lengmoos im Landkreis Wasserburg am Inn wurde im Zuge der Gebietsreform in Bayern am 1. April 1971 in die Gemeinde Gars am Inn eingegliedert. Sie hatte 1961 eine Gemeindefläche von 13 Quadratkilometern, 763 Einwohner, davon 92 im Kirchdorf Lengmoos, und bestand aus den 42 folgenden Gemeindeteilen:
| - Bachenöd - Bergholz (Holzhäusle) - Bobenstätt - Dörfl - Eismannsstett - Emeln - Gänsgerbl - Gern - Giggerlsöd - Giglberg - Glasberg | - Gsellmühle - Hamberg - Hampersberg - Höhenberg - Hörwart - Huttenstätt - Kerschbaum - Lengmoos - Lohen - Maxau - Mayrhof | - Oberhart - Oedenberg - Penstätt - Permanöd - Point - Reichgreißl - Reichhut - Schafleiten - Schneckenbichl - Schustergraben | - Stanzlmühle - Stanzlöd - Straß - Unterhart - Walterstätt - Wimm - Wüstl - Zelten - Zieglstadl - Zollner |

1972 wurde der Landkreis Wasserburg am Inn aufgelöst und die Gemeinde Gars am Inn kam zum Landkreis Mühldorf am Inn.

## Verkehr
In Lengmoos kreuzen sich die Kreisstraßen MÜ 17 und MÜ 50.